# Алиабаде-Гуне
Алиабаде-Гуне (перс. علیآباد گونه‎) — село на севере Ирана, в остане Альборз. Входит в состав шахрестана Кередж. Является частью дехестана (сельского округа) Мохаммедабад бахша Меркези.

## География
Село находится в юго-восточной части Альборза, к югу от хребта Эльбурс, на расстоянии приблизительно одного километра к югу от Кереджа, административного центра провинции. Абсолютная высота — 1276 метров над уровнем моря.

## Население
По данным переписи 2006 года население села составляло 3803 человека (2014 мужчин и 1789 женщин). В Алиабаде-Гуне насчитывалось 974 семьи. Уровень грамотности населения составлял 73,44 %. Уровень грамотности среди мужчин составлял 76,02 %, среди женщин — 70,54 %.